# San Miguel Tecolacio
San Miguel Tecolacio är en ort i Mexiko.   Den ligger i kommunen Chietla och delstaten Puebla, i den sydöstra delen av landet, 120 km söder om huvudstaden Mexico City. San Miguel Tecolacio ligger 1 018 meter över havet och antalet invånare är 657.
Terrängen runt San Miguel Tecolacio är varierad. Runt San Miguel Tecolacio är det ganska glesbefolkat, med 40 invånare per kvadratkilometer. Närmaste större samhälle är Axochiapan, 11,2 km nordväst om San Miguel Tecolacio. I omgivningarna runt San Miguel Tecolacio växer huvudsakligen savannskog.